# William Barnes (entomoloog)
William Barnes (Decatur, 3 september 1860 - aldaar, 1 mei 1930) was een Amerikaanse entomoloog en chirurg. Hij is voornamelijk bekend geworden door zijn publicaties over de vlinders van Noord-Amerika, samen met onder andere James Halliday McDunnough.
William Barnes was de zoon van William A. Barnes (ook een arts) en Eleanor Sawyer Barnes. Barnes studeerde in 1877 af aan de Decatur High School en in 1883 aan de Harvard-universiteit. Barnes begon al vroeg met het verzamelen van vlinders. In Cambridge (Massachusetts) ontmoette hij Louis Agassiz die hem leerde vlinders te conserveren en te classificeren en de bekende vlinderkenner Samuel Hubbard Scudder. 
Hij vervolgde zijn opleiding bij de Harvard Medical School in Boston waar hij in 1886 zijn diploma haalde. Hij volgde ook opleidingen in Wenen, München en Heidelberg waar hij een assistent was van de bekende chirurg Vincenz Czerny. Hij was gespecialiseerd in bottransplantatie. Na zijn terugkeer naar Decatur opende hij een praktijk en trouwde hij in 1891 met Charlotte Gillett. Ze kregen twee kinderen, William Jr. en Joan. Later werd hij stafchef en raadgevend chirurg in een tweetal ziekenhuizen.
Barnes richtte zich op het uitbreiden van zijn vlindercollectie, voornamelijk door aankoop van materiaal uit collecties van musea en van andere entomologen (zoals die van Edward Meyrick en Charles Oberthür). Tot 1909 en een enkele maal in 1917 verzamelde hij ook zelf vlinders. Zijn collectie bevond zich tot 1920 in een aparte ruimte bij hem thuis, waar hij speciale voorzieningen had getroffen tegen vocht en brand. In 1920 werd de collectie overgebracht naar het plaatselijke ziekenhuis in Decatur.
Barnes nam diverse hoogopgeleide entomologen in dienst om zijn collectie te beheren. Zijn eerste werknemer was James Halliday McDunnough die in 1909 in dienst trad. Van 1910 tot 1919 verschenen vele artikelen over de Noord-Amerikaanse vlinders van McDunnough waarbij Barnes als coauteur werd vermeld. Noemenswaardig zijn de in eigen beheer uitgegeven eerste vier delen van Contributions to the Natural History of the Lepidoptera of North America. Ook werd in 1917 een checklist van de vlinders van Noord-Amerika gepubliceerd (Check List of the Lepidoptera of Boreal America) en Illustrations of the North American Species of the Genus Catocala. In totaal ging het om 67 artikelen. 
Ondanks dat Barnes als coauteur bij de artikelen werd vermeld, was zijn bijdrage gering. McDunnough schreef aan Jeanne E. Remington hierover dat Barnes slechts het voorbereidend werk deed, maar dat hij zelf volledig verantwoordelijk was voor de artikelen. De opvolger van McDunnough, de Amerikaanse entomoloog Arthur Ward Lindsey bevestigt dit aan Jeanne E. Remington. Volgens Lindsey deed Barnes zelf geen taxonomisch onderzoek, maar liet hij dat over aan zijn conservatoren. Het enige artikel waarbij Barnes als enige auteur werd vermeld, zou grotendeels zijn geschreven door de opvolger van Arthur Ward Lindsey namelijk de Amerikaanse entomoloog Foster Hendrickson Benjamin, die tot 1927 de conservator was.
In 1913 werd Barnes Fellow van de Entomological Society of America.
Vanwege zijn verslechterde gezondheid ging Barnes in 1929 met pensioen. Bij zijn overlijden in 1930 werd zijn vlindercollectie beschouwd als de grootste ter wereld, met naar schatting 10.000 soorten en 473.000 exemplaren. In zijn verzameling zijn honderden nieuwe soorten voor de wetenschap ontdekt. Een paar maanden na zijn dood kocht de Amerikaanse regering de collectie van Barnes voor $50.000. De collectie zou worden ondergebracht in het Smithsonian Institution. 
- International Standard Name Identifier: 0000 0000 7789 7793
- Library of Congress Control Number: no2010063951
- Nederlandse Thesaurus van Auteursnamen: 153089822
- Réseau des bibliothèques de Suisse occidentale: 02-A012434888
- Système universitaire de documentation: 19084714X
- Virtual International Authority File: 120564513
- WorldCat: E39PBJxrQxFbdVYYRkMkJRY3wC